# European Rugby Challenge Cup 2021-2022
La European Rugby Challenge Cup 2021-22 (in inglese 2021-22 European Rugby Challenge Cup; in francese Challenge européen 2021-22) fu l'8ª edizione della European Rugby Challenge Cup, competizione per club di rugby a 15 organizzata da European Professional Club Rugby come torneo cadetto della Champions Cup, nonché la 26ª assoluta della Challenge Cup.
Si tenne dal 10 dicembre 2021 al 27 maggio 2022 tra 15 squadre provenienti da 5 federazioni (Francia, Galles, Inghilterra, Italia e Scozia).
11 club giunsero alla competizione direttamente dai propri campionati nazionali e 4 dal Pro14 2020-21.
Anche tale edizione, sulla scia di quella precedente, si tenne in formato ridotto per via delle restrizioni imposte dalle norme anti-contagio susseguenti alla pandemia di COVID-19; rispetto all'anno prima le squadre passarono da 14 a 15 e tornò la formula a gironi.
Al Vélodrome di Marsiglia, che avrebbe dovuto ospitare la finale già l'anno prima ma fu scartato per motivi sanitari a favore di Twickenam, fu assegnata la gara decisiva per il titolo che vide un derby francese tra Tolone e Lione: fu quest'ultima, la meno titolata delle due, ad aggiudicarsi il suo primo trofeo europeo di club vincendo la finale con il punteggio di 30 a 12.
Il valore delle marcature, come stabilito da World Rugby nel 2017, è: 5 punti per ciascuna meta (7 se trasformata), 7 punti per la meta tecnica, 3 punti per la realizzazione di ciascun calcio piazzato, idem per il drop.

## Formato
Al torneo parteciparono 15 squadre così determinate:
- le 4 squadre dal nono al dodicesimo posto della Premiership 2021-22;
- la vincitrice del RFU Championship della stessa stagione;
- le 4 squadre dal nono al dodicesimo posto del Top 14 2019-20;
- la vincitrice del Pro D2 della stessa stagione:
- la vincitrice dello spareggio tra la tredicesima di Top 14 e la seconda di Pro D2 della stessa stagione;
- le 4 ultime classificate del Pro14 2020-21 indipendentemente dalla federazione di appartenenza[1].

A propria volta le squadre furono ripartite in tre fasce di merito:
- la prima fascia (6 squadre) comprendente le classificate al nono e decimo posto del Top 14, della Premiership e del Pro14;
- la seconda fascia (6 squadre) comprendente le classificate all'undicesimo e dodicesimo posto del Top 14, della Premiership e del Pro14;
- la terza fascia (3 squadre) comprendente le due rimanenti di Top 14 / Pro D2 e la promossa del RFU Championship[1].

Le quindici squadre furono ripartite in 3 gironi da 5 squadre, ciascuno di essi contenente due squadre di prima fascia, due di seconda e una di terza; in ogni girone le squadre si incontrarono con la formula del girone unico a gare di sola andata (ogni squadra disputò due incontri interni e due esterni).
Le eventuali discriminanti, in caso di parità di punti in classifica tra due o più squadre, furono, in ordine di prevalenza, il miglior risultato negli incontri diretti, le maggiori mete marcate e il più basso numero di giocatori ammoniti o espulsi.
Agli ottavi di finale accedettero 16 squadre:
- le prime tre classificate di ogni girone;
- la quarta migliore classificata tra tutti e tre i gironi;
- le sei squadre provenienti dalla Champions Cup 2021-22 classificatesi dal nono all'undicesimo posto nei rispettivi gironi.

I seeding assegnati a tali 16 squadre furono:
- le tre vincitrici di girone: seeding da 1 a 3 in base al punteggio;
- le tre seconde classificate: seeding da 4 a 6;
- le tre terze classificate: seeding da 7 a 9;
- la miglior quarta classificata: seeding 10;
- le sei qualificate dalla Champions Cup: seeding da 11 a 16 in base al punteggio nei propri gironi.

Gli accoppiamenti degli ottavi furono:
1. Seeding 1 – Seeding 10
2. Seeding 2 – Seeding 9
3. Seeding 3 – Seeding 16
4. Seeding 4 – Seeding 15
5. Seeding 8 – Seeding 11
6. Seeding 7 – Seeding 12
7. Seeding 6 – Seeding 13
8. Seeding 5 – Seeding 14

A seguire, quelli dei quarti furono
1. Vincitore ottavo 1 – vincitore ottavo 8
2. Vincitore ottavo 3 – vincitore ottavo 6
3. Vincitore ottavo 2 – vincitore ottavo 7
4. Vincitore ottavo 4 – vincitore ottavo 5

e quelli di semifinale furono:
1. vincitore quarto 1 – vincitore quarto 2
2. vincitore quarto 3 – vincitore quarto 4[1]

In semifinale la squadra con il miglior seeding dalla fase a gironi ebbe il vantaggio della gara in casa propria.
Per tutte le gare della fase a eliminazione fu previsto, in caso di parità ai tempi regolamentari, un supplementare di 10 minuti e, in caso di ulteriore parità, un eventuale secondo supplementare della stessa durata; qualora la parità persistesse si sarebbe proceduto allo spareggio tramite calci piazzati.

### Classificazione per torneo e fasce
| Fascia | Classifica | Top 14     | Premiership  | Pro14     |
| ------ | ---------- | ---------- | ------------ | --------- |
| 1      | 1          | Tolone     | London Irish | Dragons   |
| 1      | 2          | Lione      | Newcastle    | Edimburgo |
| 2      | 1          | Brive      | Gloucester   | Zebre     |
| 2      | 2          | Pau        | Worcester    | Benetton  |
| 3      | 1          | Biarritz   | Saracens     | –         |
| 3      | 2          | Perpignano | –            | –         |

## Squadre partecipanti
| Girone A  | Girone B   | Girone C     |
| --------- | ---------- | ------------ |
| Biarritz  | Benetton   | Brive        |
| Newcastle | Dragons    | Edimburgo    |
| Tolone    | Gloucester | London Irish |
| Worcester | Lione      | Pau          |
| Zebre     | Perpignano | Saracens     |

## Fase a gironi

### Girone A
|            | Incontri girone A     |       |
| ---------- | --------------------- | ----- |
| 10-12-2021 | Newcastle — Worcester | 31-26 |
| 11-12-2021 | Zebre — Biarritz      | 13-26 |
| 17-12-2021 | Tolone — Zebre        | 28-14 |
| 18-12-2021 | Worcester — Biarritz  | 0-0   |
| 14-01-2022 | Biarritz — Newcastle  | 13-17 |
| 15-01-2022 | Worcester — Tolone    | 22-34 |
| 21-01-2022 | Tolone — Newcastle    | 28-0  |
| 22-01-2022 | Zebre — Worcester     | 26-36 |
| 09-04-2022 | Biarritz — Tolone     | 20-17 |
| 09-04-2022 | Newcastle — Zebre     | 25-22 |

#### Classifica
| Pos | Squadra   | G | V | N | P | PF  | PS  | P±  | BP | PT |
| --- | --------- | - | - | - | - | --- | --- | --- | -- | -- |
| A1  | Tolone    | 4 | 3 | 0 | 1 | 107 | 57  | 50  | 4  | 16 |
| A2  | Newcastle | 4 | 3 | 0 | 1 | 73  | 89  | −16 | 2  | 14 |
| A3  | Biarritz  | 4 | 2 | 1 | 1 | 59  | 47  | 12  | 2  | 12 |
| A4  | Worcester | 4 | 1 | 1 | 2 | 85  | 91  | −6  | 3  | 9  |
| A5  | Zebre     | 4 | 0 | 0 | 4 | 75  | 115 | −40 | 2  | 2  |

### Girone B
|            | Incontri girone B       |       |
| ---------- | ----------------------- | ----- |
| 10-12-2011 | Lione — Gloucester      | 19-13 |
| 11-12-2021 | Perpignano — Dragons    | 22-16 |
| 17-12-2021 | Gloucester — Benetton   | 54-25 |
| 17-12-2021 | Dragons — Lione         | 28-41 |
| 15-01-2022 | Benetton — Dragons      | 23-9  |
| 15-01-2022 | Perpignano — Lione      | 6-37  |
| 21-01-2022 | Lione — Benetton        | 25-10 |
| 22-01-2022 | Gloucester — Perpignano | 68-19 |
| 09-04-2022 | Benetton — Perpignano   | 17-7  |
| 09-04-2022 | Dragons — Gloucester    | 21-26 |

#### Classifica
| Pos | Squadra    | G | V | N | P | PF  | PS  | P±  | BP | PT |
| --- | ---------- | - | - | - | - | --- | --- | --- | -- | -- |
| B1  | Lione      | 4 | 4 | 0 | 0 | 122 | 57  | 65  | 2  | 18 |
| B2  | Gloucester | 4 | 3 | 0 | 1 | 161 | 84  | 77  | 4  | 16 |
| B3  | Benetton   | 4 | 2 | 0 | 2 | 75  | 95  | −20 | 0  | 8  |
| B4  | Perpignano | 4 | 1 | 0 | 3 | 54  | 138 | −84 | 0  | 4  |
| B5  | Dragons    | 4 | 0 | 0 | 4 | 74  | 112 | −38 | 2  | 2  |

### Girone C
|            | Incontri girone C        |       |
| ---------- | ------------------------ | ----- |
| 11-12-2021 | Saracens — Edimburgo     | 18-21 |
| 11-12-2021 | Pau — London Irish       | 17-33 |
| 18-12-2021 | Pau — Saracens           | 28-0  |
| 19-12-2021 | London Irish — Brive     | 0-0   |
| 14-01-2022 | Brive — Pau              | 33-25 |
| 15-01-2022 | London Irish — Edimburgo | 21-20 |
| 21-01-2022 | Edimburgo — Brive        | 66-3  |
| 23-01-2022 | Saracens — London Irish  | 45-24 |
| 08-04-2022 | Brive — Saracens         | 5-55  |
| 08-04-2022 | Edimburgo — Pau          | 54-5  |

#### Classifica
| Pos | Squadra      | G | V | N | P | PF  | PS  | P±   | BP | PT |
| --- | ------------ | - | - | - | - | --- | --- | ---- | -- | -- |
| C1  | Edimburgo    | 4 | 3 | 0 | 1 | 161 | 47  | 114  | 3  | 15 |
| C2  | London Irish | 4 | 2 | 1 | 1 | 78  | 82  | −4   | 2  | 12 |
| C3  | Saracens     | 4 | 2 | 0 | 2 | 118 | 78  | 40   | 3  | 11 |
| C4  | Brive        | 4 | 1 | 1 | 2 | 41  | 146 | −105 | 0  | 6  |
| C5  | Pau          | 4 | 1 | 0 | 3 | 75  | 120 | −45  | 1  | 5  |

## Play-off
|  | Ottavi di finale | Ottavi di finale | Ottavi di finale |                  |            | Quarti di finale | Quarti di finale | Quarti di finale |  |  | Semifinali | Semifinali | Semifinali |  |  | Finale | Finale | Finale |  |
|  |                  |                  |                  |                  |            |                  |                  |                  |  |  |            |            |            |  |  |        |        |        |  |
|  | 1                | Lione            | 31               |                  |            |                  |                  |                  |  |  |            |            |            |  |  |        |        |        |  |
|  | 1                | Lione            | 31               |                  |            |                  |                  |                  |  |  |            |            |            |  |  |        |        |        |  |
|  | 10               | Worcester        | 17               |                  |            |                  |                  |                  |  |  |            |            |            |  |  |        |        |        |  |
|  | 10               | Worcester        | 17               |                  | Lione      | Lione            | 35               |                  |  |  |            |            |            |  |  |        |        |        |  |
|  |                  |                  |                  |                  | Lione      | Lione            | 35               |                  |  |  |            |            |            |  |  |        |        |        |  |
|  |                  |                  | Glasgow Warriors | Glasgow Warriors | 27         |                  |                  |                  |  |  |            |            |            |  |  |        |        |        |  |
|  | 5                | Newcastle        | Glasgow Warriors | Glasgow Warriors | 27         | 17               |                  |                  |  |  |            |            |            |  |  |        |        |        |  |
|  | 5                | Newcastle        |                  |                  |            |                  |                  |                  |  |  |            |            |            |  |  |        |        |        |  |
|  | 14               | Glasgow Warriors | 27               |                  |            |                  |                  |                  |  |  |            |            |            |  |  |        |        |        |  |
|  | 14               | Glasgow Warriors | 27               |                  | Lione      | Lione            | 20               |                  |  |  |            |            |            |  |  |        |        |        |  |
|  |                  |                  |                  |                  |            |                  |                  |                  |  |  |            |            |            |  |  |        |        |        |  |
|  |                  |                  | Wasps            | Wasps            | 18         |                  |                  |                  |  |  |            |            |            |  |  |        |        |        |  |
|  | 3                | Edimburgo        | Wasps            | Wasps            | 18         | 41               |                  |                  |  |  |            |            |            |  |  |        |        |        |  |
|  | 3                | Edimburgo        |                  |                  |            |                  |                  |                  |  |  |            |            |            |  |  |        |        |        |  |
|  | 16               | Bath             | 19               |                  |            |                  |                  |                  |  |  |            |            |            |  |  |        |        |        |  |
|  | 16               | Bath             | 19               |                  | Edimburgo  | Edimburgo        | 30               |                  |  |  |            |            |            |  |  |        |        |        |  |
|  |                  |                  |                  |                  | Edimburgo  | Edimburgo        | 30               |                  |  |  |            |            |            |  |  |        |        |        |  |
|  |                  |                  | Wasps            | Wasps            | 34         |                  |                  |                  |  |  |            |            |            |  |  |        |        |        |  |
|  | 7                | Biarritz         | Wasps            | Wasps            | 34         | 29               |                  |                  |  |  |            |            |            |  |  |        |        |        |  |
|  | 7                | Biarritz         |                  |                  |            |                  |                  |                  |  |  |            |            |            |  |  |        |        |        |  |
|  | 12               | Wasps            | 39               |                  |            |                  |                  |                  |  |  |            |            |            |  |  |        |        |        |  |
|  | 12               | Wasps            | 39               |                  | Lione      | Lione            | 30               |                  |  |  |            |            |            |  |  |        |        |        |  |
|  |                  |                  |                  |                  |            |                  |                  |                  |  |  |            |            |            |  |  |        |        |        |  |
|  |                  |                  | Tolone           | Tolone           | 12         |                  |                  |                  |  |  |            |            |            |  |  |        |        |        |  |
|  | 2                | Tolone           | Tolone           | Tolone           | 12         | 36               |                  |                  |  |  |            |            |            |  |  |        |        |        |  |
|  | 2                | Tolone           |                  |                  |            |                  |                  |                  |  |  |            |            |            |  |  |        |        |        |  |
|  | 9                | Benetton         | 17               |                  |            |                  |                  |                  |  |  |            |            |            |  |  |        |        |        |  |
|  | 9                | Benetton         | 17               |                  | Tolone     | Tolone           | 19               |                  |  |  |            |            |            |  |  |        |        |        |  |
|  |                  |                  |                  |                  | Tolone     | Tolone           | 19               |                  |  |  |            |            |            |  |  |        |        |        |  |
|  |                  |                  | London Irish     | London Irish     | 18         |                  |                  |                  |  |  |            |            |            |  |  |        |        |        |  |
|  | 6                | London Irish     | London Irish     | London Irish     | 18         | 64               |                  |                  |  |  |            |            |            |  |  |        |        |        |  |
|  | 6                | London Irish     |                  |                  |            |                  |                  |                  |  |  |            |            |            |  |  |        |        |        |  |
|  | 13               | Castres          | 27               |                  |            |                  |                  |                  |  |  |            |            |            |  |  |        |        |        |  |
|  | 13               | Castres          | 27               |                  | Tolone     | Tolone           | 25               |                  |  |  |            |            |            |  |  |        |        |        |  |
|  |                  |                  |                  |                  |            |                  |                  |                  |  |  |            |            |            |  |  |        |        |        |  |
|  |                  |                  | Saracens         | Saracens         | 16         |                  |                  |                  |  |  |            |            |            |  |  |        |        |        |  |
|  | 4                | Gloucester       | Saracens         | Saracens         | 16         | 31               |                  |                  |  |  |            |            |            |  |  |        |        |        |  |
|  | 4                | Gloucester       |                  |                  |            |                  |                  |                  |  |  |            |            |            |  |  |        |        |        |  |
|  | 15               | Northampton      | 21               |                  |            |                  |                  |                  |  |  |            |            |            |  |  |        |        |        |  |
|  | 15               | Northampton      | 21               |                  | Gloucester | Gloucester       | 15               |                  |  |  |            |            |            |  |  |        |        |        |  |
|  |                  |                  |                  |                  | Gloucester | Gloucester       | 15               |                  |  |  |            |            |            |  |  |        |        |        |  |
|  |                  |                  | Saracens         | Saracens         | 44         |                  |                  |                  |  |  |            |            |            |  |  |        |        |        |  |
|  | 8                | Saracens         | Saracens         | Saracens         | 44         | 40               |                  |                  |  |  |            |            |            |  |  |        |        |        |  |
|  | 8                | Saracens         |                  |                  |            |                  |                  |                  |  |  |            |            |            |  |  |        |        |        |  |
|  | 11               | Cardiff Rugby    | 33               |                  |            |                  |                  |                  |  |  |            |            |            |  |  |        |        |        |  |

### Ottavi di finale
| Arbitro: | Andrea Piardi |

| |      |                                    |
| Creevy 6’, 24’ Rona 17’ Pearson 34’ González Samso 37’ Rowe 39’ Rogerson 70’ W. Joseph 75’ Cornish 78’ Janse v. Rensburg 79’ | mt   | 45’ Kockott 54’ Chabouni 58’ Arata |
| P. Jackson 6’, 24’, 34’, 37’, 39’, 75’, 78’                                                                                  | tr   | 45’, 54’, 58’ B. Botica            |
| | c.p. | 21’, 65’ B. Botica                 |

| Arbitro: | Chris Busby |

|                                                            |      |                                                |
| Peyresblanques 28’ Hirigoyen 42’ S. Armitage 57’ Soury 68’ | mt   | 11’ J. Umaga 14’, 22’, 75’ Barbeary 26’ Robson |
| G. Bosch 42’, 57’, 68’                                     | tr   | 14’, 22’, 26’, 75’ Gopperth                    |
| G. Bosch 14’                                               | c.p. | 9’, 62’ Gopperth                               |

| Arbitro: | Gianluca Gnecchi |

|                                                        |      |                                |
| Couilloud 4’ R. Taofifénua 15’ Devisme 47’ Barassi 76’ | mt   | 2’ Howe 50’ T. Hill 75’ Searle |
| Sopoaga 4’, 15’, 47’ Berdeu 76’                        | tr   | 75’ Searle                     |
| Berdeu 57’                                             | c.p. |                                |

| Arbitro: | Tual Trainini |

|                                  |      |                                        |
| W. Montgomery 51’ J. Hodgson 65’ | mt   | 3’ Matthews 6’, 57’ K. Steyn 31’ McKay |
| Connon 51’ J. Hodgson 65’        | tr   | 3’, 31’ R. Thompson                    |
| Connon 27’                       | c.p. | 62’ R. Thompson                        |

| Arbitro: | Karl Dickson |

|                                    |      |                             |
| Villière 7’ Ollivon 27’ Coulon 78’ | mt   | 52’ Menoncello 60’ M. Ioane |
| Carbonel 7’, 27’, 78’              | tr   | 53’, 61’ R. Smith           |
| Carbonel 37’, 62’, 67’, 72’, 76’   | c.p. | 4’ R. Smith                 |

| Arbitro: | Sam Grove-White |

|                                                     |      |                                         |
| Thorley 4’ Rapava-Ruskin 7’ Alemanno 21’ Socino 46’ | mt   | 32’ Augustus 38’ Hutchinson 66’ Haywood |
| A. Hastings 4’, 7’, 21’, 46’                        | tr   | 32’, 38’ Biggar 66’ Furbank             |
| A. Hastings 54’                                     | c.p. |                                         |

| Arbitro: | Ludovic Cayre |

|                                                                   |      |                               |
| Boffelli 10’, 62’ Kinghorn 31’ Schoeman 52’ Bennett 68’ Boyle 78’ | mt   | 1’, 25’ Underhill 34’ Spencer |
| Boffelli 31’, 52’, 62’, 78’                                       | tr   | 1’ Bailey 34’ Spencer         |
| Boffelli 22’                                                      | c.p. |                               |

| Arbitro: | Pierre Brousset |

|                                                       |      |                                    |
| Morris 36’ Maitland 51’, 57’ A. Davies 62’ Malins 68’ | mt   | 40’ T. Williams 48’ Lane 73’ Carre |
| O. Farrell 36’, 51’, 68’                              | tr   | 40’, 48’ Priestland 73’ J. Evans   |
| O. Farrell 14’, 24’, 31’                              | c.p. | 8’, 32’, 55’, 60’ Priestland       |

### Quarti di finale
| Arbitro: | Frank Murphy |

|                               |      |                                                                    |
| Singleton 30’ Rees-Zammit 73’ | mt   | 7’ A. Davies 46’ M. Itoje 49’ Tompkins 60’ J. George 70’ D. Taylor |
| Twelvetrees 73’               | tr   | 7’, 46’, 49’, 60’, 70’ O. Farrell                                  |
| Ad. Hastings 43’              | c.p. | 5’, 17’, 36’ O. Farrell                                            |

| Arbitro: | Pierre Brousset |

|                                         |      |                                               |
| Vellacott 12’ McBurney 25’ Bradbury 66’ | mt   | 15’ Gopperth 43’ Alo 57’ T. West 75’ Barbeary |
| Boffelli 12’, 25’, 66’                  | tr   | 15’, 43’, 57’, 75’ Gopperth                   |
| Boffelli 9’, 42’, 73’                   | c.p. | 7’, 49’ Gopperth                              |

| Arbitro: | Nika Amashukeli |

|                                                   |      |                                      |
| Couilloud 35’ Taofifénua 55’ Niniashvili 61’, 75’ | mt   | 5’ McKay 39’ Forbes 49’ meta tecnica |
| Berdeu 35’, 75’ Doussain 55’                      | tr   | 5’, 39’ R. Thompson                  |
| Berdeu 1’, 12’, 70’                               | c.p. | 23’, 27’ R. Thompson                 |

| Arbitro: | Sam Grove-White |

|                             |      |                        |
| Ollivon 59’                 | mt   | 8’ Tuisue 73’ Arundell |
| Carbonel 59’                | tr   | 8’ P. Jackson          |
| Carbonel 36’, 40’, 43’, 66’ | c.p. | 4’, 62’ P. Jackson     |

### Semifinali
| Arbitro: | Frank Murphy |

|                           |      |                         |
| Berdeu 46’ Charcosset 53’ | mt   | 23’ Robson 73’ Gopperth |
| Berdeu 46’, 53’           | tr   | 73’ Gopperth            |
| Berdeu 35’, 64’           | c.p. | 38’, 51’ Gopperth       |

| Arbitro: | Andrew Brace |

|                                |      |                          |
| Villière 2’, 39’ Wainiqolo 60’ | mt   | 15’ Earl                 |
| Carbonel 2’, 60’               | tr   | 15’ O. Farrell           |
| Carbonel 33’, 52’              | c.p. | 12’, 26’, 58’ O. Farrell |

### Finale
| Arbitro: | Luke Pearce |

| |              | |
| Couilloud 7’ tecnica 45’ Barassi 47’ | mt           | 15’ Serin 73’ Kolbe |
| Berdeu 7’, 47’ | tr           | 15’ Carbonel |
| Berdeu 20’, 58’ Ngatai 69’ | c.p.         | |
| · Arnold · 66’ Tuisova · Barassi · 72’ Ngatai · 72’ Niniashvili · 61’ Berdeu · Couilloud · 57’ Taufua · 54’ Sobela · Cretin · R. Taofifénua · 72’ Kpoku · 72’ Bamba · 59’ Marchand · 54’ S. Taofifénua | Formazioni   | · Luc 45’ · Kolbe · Hériteau 49’ · Paia’aua · Villière 29’ · Carbonel · Serin 70’ · Parisse · Ollivon · C. du Preez 45’ · Alainu’uese 49’ · Etzebeth · Gigashvili 62’ · Tolofua 49’ · Gros 54’ |
| · 54’ C. Fainga’a · 54’ Kaabeche · 57’ Goujon · 59’ Ivaldi · 66’ Mignot · 72’ Gómez Kodela · 72’ Lambey · 72’ Doussain                                                                                 | Sostituzioni | · Wainiqolo 29’ · Isa 45’ · Étrillard 49’ · Rebbadj 49’ · Smaïli 49’ · Devaux 54’ · Setiano 62’ · J. Blanc 70’                                                                                 |
| Pierre Mignoni | Allenatori   | Franck Azéma |